# Autrecourt-et-Pourron
Autrecourt-et-Pourron è un comune francese di 360 abitanti situato nel dipartimento delle Ardenne nella regione del Grand Est.

## Società

### Evoluzione demografica
Abitanti censiti